# راینووو
راینووو (به بلغاری: Raynovo) یک منطقهٔ مسکونی در بلغارستان است که در شهرستان دیمیترووگراد واقع شده‌است.